# Henri Victor Regnault
Henri Victor Regnault, född 21 juli 1810 i Aachen, död 19 januari 1878 i Paris, var en fransk fysiker, far till målaren Henri Regnault.
Regnault studerade 1830–1832 vid École polytechnique och 1833–1835 vid École des mines. Han blev professor 1840 i kemi vid École Polytechnique och 1841 i fysik vid Collège de France. År 1847 utnämndes han därjämte till ingénieur en chef inom ett av gruvdistrikten och 1854 till direktör vid kejserliga porslinsfabriken i Sèvres. År 1840 blev han ledamot av Institut de France.
Vid fransk-tyska krigets utbrott 1870 lämnade han hemorten. Då han efter fredsslutet återkom, fann han sina papper och instrument förstörda. Han gjorde mycket omsorgsfulla och grundliga undersökningar av vattenångans tryck vid olika temperaturer, ävenså av trycket hos de mättade ångorna av bland annat alkohol och eter. Han bestämde specifika värmen hos många kroppar och många ämnens ångbildningsvärme. Han konstruerade en apparat för att noggrannare än förut undersöka vätskors sammantrycklighet och visade att Mariottes lag ej är fullt riktig ens för de så kallade "permanenta" gaserna. Han förbättrade metoderna för undersökning av gasers täthet och specifika vikt. Även gjorde han viktiga undersökningar av ljudets fortplantningshastighet i luft och andra gaser och begagnade vid några av dessa försök de då nyanlagda vattenledningsrören i Paris.
Han utförde även flera viktiga arbeten inom den organiska kemin samt författade en mycket använd lärobok: Cours élémentaire de chimie (1847-49, sjätte upplagan 1870; översatt till flera språk, till tyska av Adolph Strecker). Största delen av hans arbeten rörande gaser och ångor är samlad i Relation des expériences entreprises pour déterminer les principales lois et les données physiques nécessaires au calcul des machines à feu (tre band, 1847-70). Dessutom skrev han Études sur l'hygrométrie (1845) och Recherches chimiques sur la respiration des animaux (1849).
Regnault tilldelades Rumfordmedaljen 1848, Copleymedaljen 1869 och Matteuccimedaljen 1875. Han var ledamot av Franska vetenskapsakademien (1840) samt av svenska Vetenskapsakademien och Vetenskapssocieteten i Uppsala (båda 1851). Hans namn tillhör de 72 som är ingraverade på Eiffeltornet.